# بارنزلي الغربية وبينيستون (دائرة انتخابية في المملكة المتحدة)
بارنزلي الغربية وبينيستون (بالإنجليزية: Barnsley West and Penistone)‏ هي إحدى الدوائر الانتخابية في المملكة المتحدة الممثلة في مجلس العموم في برلمان المملكة المتحدة.
عضو البرلمان الذي يمثلها حالياً هو :Mr Michael Clapham (Lab).